# Logonna-Daoulas
Logonna-Daoulas (bret. Logonna-Daoulaz) – miejscowość i gmina we Francji, w regionie Bretania, w departamencie Finistère.
Według danych na rok 1990 gminę zamieszkiwało 1429 osób, a gęstość zaludnienia wynosiła 118 osób/km² (wśród 1269 gmin Bretanii Logonna-Daoulas plasuje się na 437. miejscu pod względem liczby ludności, natomiast pod względem powierzchni na miejscu 761.).